# Aparat
Aparat (persisch آپارات) ist eine iranische Videoplattform, die 2011 gegründet wurde.
Als der Gebrauch von YouTube im Rahmen der Internetzensur im Iran eingeschränkt wurde, gründete die Firma Saba Idea Tech Company im April 2011 als Alternativprojekt das Portal Aparat. Seither ist Aparat stetig gewachsen und zählt monatlich über 25 Millionen Besucher. Weitere fünf Millionen Personen benutzen zugehörige Apps. Zum Unternehmen gehört auch Filimo, ein Dienst, der ähnlich wie Netflix unter anderem zum Streamen verwendet werden kann.
Eine Fallstudie der Teheraner Universität für Wissenschaft und Kultur („University of Science and Culture“) unter Leitung von Hossein Hassani, Assistenzprofessor für Cyberspace-Studien, untersucht den Einfluss staatlicher iranischer Behörden wie IRIB und Ministerium für Kultur und islamische Führung auf Aparat.
Aparat veröffentlicht unter anderem auch nationalsozialistische Inhalte, darunter ein kurzes Video über die Geschichte des Nationalsozialismus, musikalisch begleitet vom Horst-Wessel-Lied, der in Deutschland und Österreich verbotenen Hymne der NSDAP.